# Marumbi
Marumbi là một đô thị thuộc bang Paraná, Brasil. Đô thị này có diện tích 208,47 km², dân số năm 2007 là 4200 người, mật độ 20,7 người/km².